# Olivia Culpo

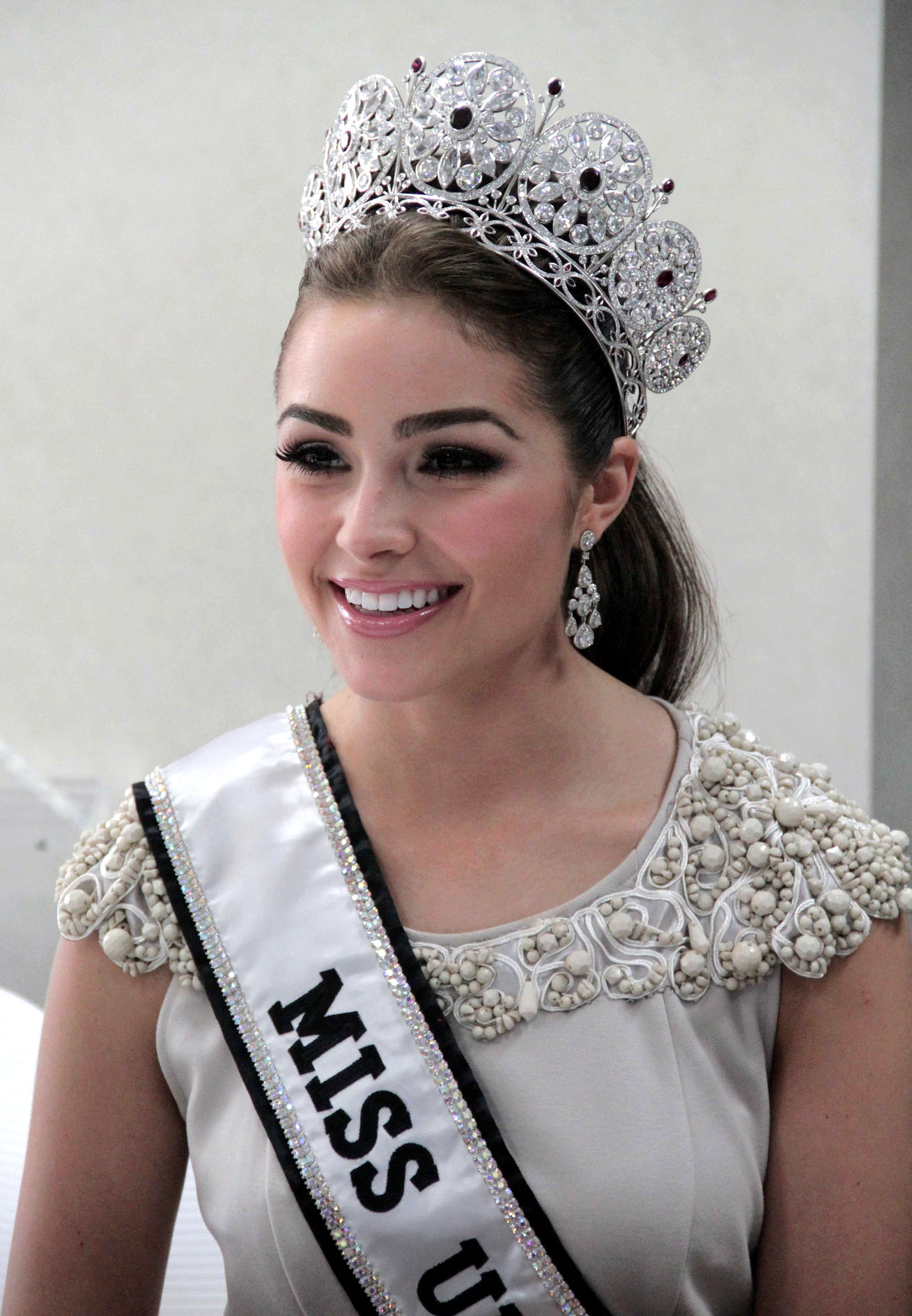
Olivia Culpo jako Miss Universe

Olivia Frances Culpo (ur. 8 maja 1992 w Cranston) – amerykańska modelka, aktorka i celebrytka, Miss Universe 2012.

## Filmografia

### Filmy
| Rok  | Tytuł               | Rola                 | Uwagi |
| ---- | ------------------- | -------------------- | ----- |
| 2014 | Inna kobieta        | kruczowłosa piękność | Cameo |
| 2017 | American Satan      | Gretchen             |       |
| 2018 | Jestem taka piękna! | Hope                 |       |
| 2018 | Odwet               | Christina            |       |
| 2020 | The Swing of Things | Laura Jane           |       |
| 2021 | Venus as a Boy      | Ruby Math            |       |
| 2023 | Clawfoot            | Tasha                |       |

### Telewizja
| Rok  | Tytuł         | Rola     | Uwagi      |
| ---- | ------------- | -------- | ---------- |
| 2021 | Paradise City | Gretchen | 8 odcinków |